# Passiflora poslae
Passiflora poslae är en passionsblomsväxtart som beskrevs av Vanderpl. och Boender. Passiflora poslae ingår i släktet passionsblommor, och familjen passionsblomsväxter. Inga underarter finns listade i Catalogue of Life.